# Р-149МА1
Р-149МА1 — командно-штабная машина.

## Назначение
Командно-штабная машина Р-149МА1 предназначена для обеспечения управления и связи должностным лицам тактического уровня на стоянке и в движении. Может использоваться в составе передовых подвижных пунктов управления оперативного уровня.
В перечень основных функций Р-149МА1 входит:
1. Образование симплексных и дуплексных УКВ и КВ радиоканалов, а также каналов проводной связи;
2. Приём и передача данных;
3. Конференцсвязь, избирательную и циркулярную связь со всех рабочих мест, громкоговорящую связь с рабочего места командира;
4. Использование электронных карт местности и нанесение на них оперативно-тактической обстановки с возможностью её передачи по каналам связи;
5. Решение информационных и специальных расчетных задач.

## Описание конструкции

### Ходовая часть
Р-149МА1 создана на базе БТР-80 с кузовом К1Ш1.

### Средства наблюдения и связи
- УКВ радиостанции: Р-168-100УЕ-2, Р-168-5УНЕ-2, Р-168-0,1У(М)1Е, «Прима-ДМВ».
- КВ радиостанции: Р-168-100КБЕ и «Прима-КВ».

#### Дальность связи
- УКВ радиостанции в диапазоне до 25 км. в движении и до 55 км на стоянке.
- КВ радиостанции в диапазоне до 350 км на стоянке.

#### Время непрерывной работы
- от сети 380В, 50Гц — круглосуточно
- от дизельного агрегата — круглосуточно
- от бортовой сети шасси (при работе двигателя) — круглосуточно
- от буферной аккумуляторной батареи — не менее 10 мин